# Arco di Giano
L'arco di Giano è il nome cinquecentesco di un arco trionfale in forma di tetrapilo eretto a Roma, nell'epoca costantiniana, il cui nome originario era "Arcus Divi Costantini".

## Descrizione
Il monumento sorge ai margini del Foro Boario, presso la chiesa di San Giorgio in Velabro, poco distante dal Tempio di Ercole e dal Tempio di Portuno. È uno di rari esempi di tetrapilo conservatosi fino ad oggi. L'unico altro esempio in Italia è l'Arco di Malborghetto, che però è stato pesantemente modificato in epoca successiva.
Risulta edificato in gran parte con marmi e materiali di spoglio di altri monumenti precedenti, verso la metà del IV secolo, quindi con una genesi simile a quella dell'Arco di Costantino. Probabilmente deve essere identificato con l'Arcus Divi Constantini citato dai Cataloghi regionari presso il Velabro. 
Il nome moderno non si riferisce al dio bifronte Giano, ma piuttosto deriva dal termine latino ianus, che indica un passaggio coperto, o una porta. Come gli iani testimoniati dalle fonti nel Foro Romano, non si trattava di un arco trionfale, ma probabilmente di una struttura destinata ai banchieri che operavano nel Foro Boario.
L'edificio, che ha pianta quadrata ed è alto 12 m con 16 m di lato, presenta quattro massicci pilastri che sostengono una volta a crociera. Essi sono costruiti in cementizio e rivestiti da blocchi di marmo di reimpiego. 
Al di sopra doveva presentare un piano attico ed un tetto forse di forma piramidale, la cui struttura in opera laterizia, che in origine doveva ugualmente essere rivestita di marmo, fu demolita nel 1827 perché a torto ritenuta parte della fortificazione medioevale impiantata sopra l'edificio romano ad opera dei Frangipane (che ne avevano anche chiuso i fornici).
Nei piloni vi sono molte nicchie che forse ospitavano statue in grandezza quasi naturale, esse sono 12 su ogni faccia Est ed Ovest e 2 su ogni faccia Nord e Sud e altre 10 sono finte. In totale quindi 28.
Le nicchie in origine dovevano ospitare statue ed erano inquadrate da edicole con piccole colonne, oggi perdute, poggianti sui cornicioni, ed erano coperte da una semicupola a conchiglia scolpita nei blocchi di marmo del rivestimento. Gli unici resti conservati della decorazione scultorea sono rappresentati dalle quattro figure femminili sulle chiavi di volta: si riconoscono con sicurezza la dea Roma sul lato orientale e Minerva sul lato settentrionale, mentre l'identificazione delle altre due figure come Giunone e Cerere presenta maggiori incertezze.
L'Arco, oltre ad avere funzioni monumentali, serviva da riparo dall'inclemenza del tempo ai mercanti romani di bovini e ai prestatori di denaro che affollavano il Foro.

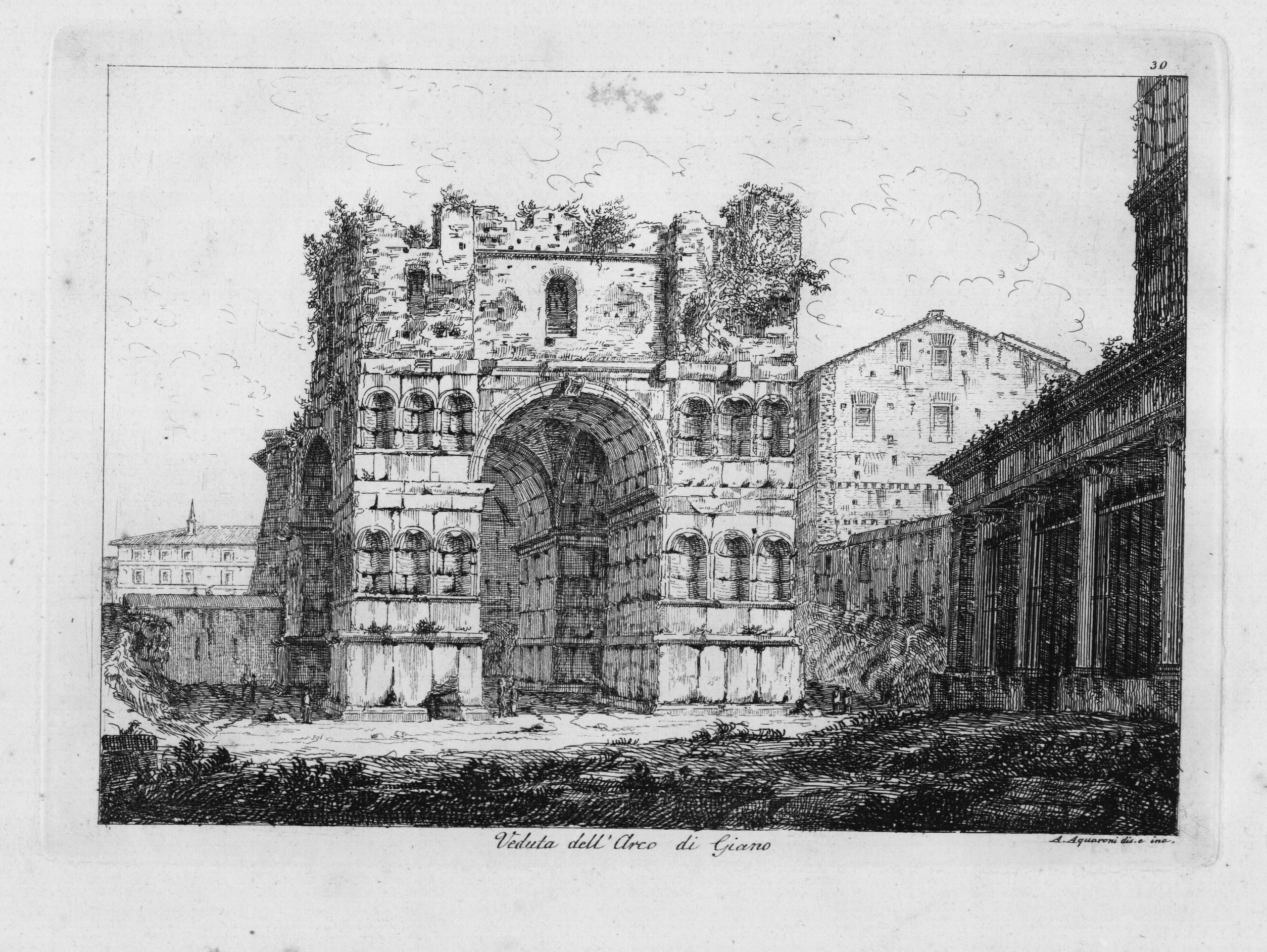
Stampa con disegno dell'arco di Giano prima della distruzione dei resti dell'attico

Durante il medioevo, la famiglia romana dei Frangipane lo utilizzò come fortezza, chiudendone i fornici; quando queste opere furono eliminate, nel 1830, andarono perduti anche l'attico e il coronamento originari, perché non furono riconosciute come opere appartenenti alla struttura originaria.

### Probabile arco trionfale
Nella vicina chiesa di San Giorgio in Velabro si conservano alcuni frammenti di un'iscrizione monumentale, non più ricostruibile, in parte riutilizzati come blocchi di muratura e in parte per rilievi medioevali, che potrebbe essere stata quella presente sull'attico dell'arco. Essa allude a un tiranno sconfitto da un imperatore e potrebbe riferirsi a Costanzo II e alla sua vittoria su Magnenzio. Se ciò fosse confermato l'opera potrebbe essere riconsiderata come un arco trionfale.

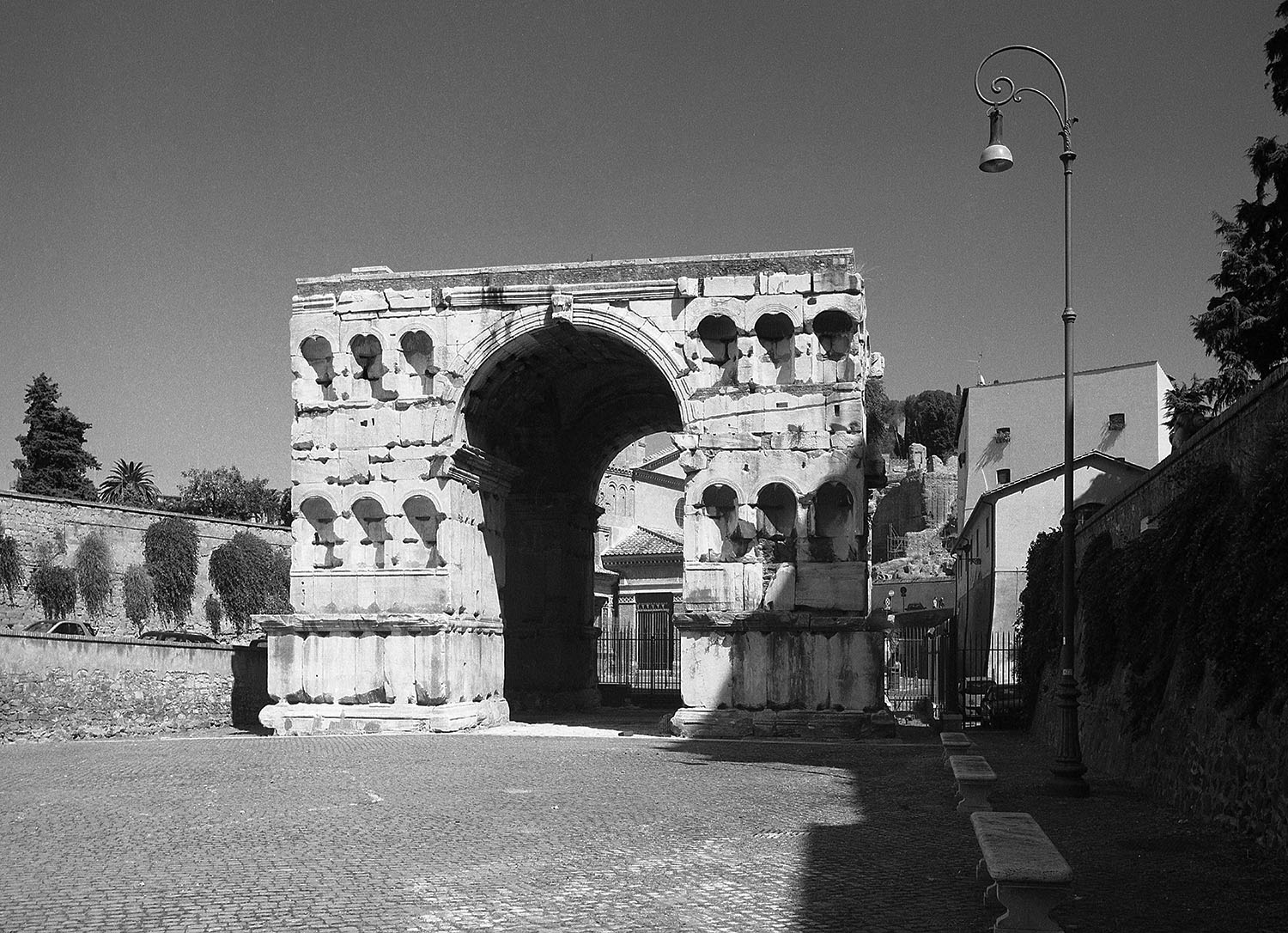
Arco di Giano